# Philadelphus robustus
Philadelphus robustus är en hortensiaväxtart som beskrevs av Takenoshin Nakai. Philadelphus robustus ingår i släktet schersminer, och familjen hortensiaväxter. Inga underarter finns listade i Catalogue of Life.